# Eratoena gourgueti
Eratoena gourgueti is een slakkensoort uit de familie van de Eratoidae. De wetenschappelijke naam van de soort is voor het eerst geldig gepubliceerd in 2010 door Fehse.